# Altenbeken (stacja kolejowa)
Altenbeken – stacja kolejowa w Altenbeken, w kraju związkowym Nadrenia Północna-Westfalia, w Niemczech. Stacja została otwarta w 1864. Znajduje się tu 6 peronów.